# Gábor Fejes
Gábor Fejes (* 25. Mai 1989) ist ein ehemaliger ungarischer Radrennfahrer, der im Straßenradsport und im Cyclocross aktiv war.

## Sportlicher Werdegang
Gábor Fejes wurde 2008 ungarischer Meister im Einzelzeitfahren der U23-Klasse. Außerdem gewann er die beiden Eintagesrennen STOP Cukrászda Idöfutam und Pilis Kupa Hegyi Idofutam sowie zusammen mit Tamás Kónya und Gábor Lengyel das Rennen Hármas Csapat OB. Im nächsten Jahr verteidigte er seinen nationalen Meistertitel im Zeitfahren und er wurde Zweiter im Straßenrennen. 2010 wurde Fejes Mitglied im ungarischen UCI Continental Team Betonexpressz 2000-Universal Caffé, mit dem er zum dritten Mal U23-Meister im Einzelzeitfahren wurde.
Bereits nach einem Jahr verließ er das Team und kehrte auf die Vereinsebene zurück. Von 2011 bis 2014 wurde er viermal in Folge Ungarischer Meister im Einzelzeitfahren in der Elite. Weitere Erfolge erzielte er vorrangig bei Rennen des nationalen Kalenders in Ungarn. Zudem startete er von 2012 bis 2020 regelmäßig bei den nationalen Meisterschaften im Cyclocross, bei denen er 2014 und 2015 den Titel errang.
2022 nahm Fejes mit dem ungarischen MHB Bank Cycling Team nochmals an mehreren Rennen der UCI Europe Tour teil, blieb aber ohne vordere Platzierungen. Seit 2023 wird er nicht mehr in den Ergebnislisten des Straßenradsports geführt.

## Erfolge

### Straße
2008
- Ungarischer Meister – Einzelzeitfahren (U23)

2009
- Ungarischer Meister – Einzelzeitfahren (U23)

2010
- Ungarischer Meister – Einzelzeitfahren (U23)

2011
- Ungarischer Meister – Einzelzeitfahren

2012
- Ungarischer Meister – Einzelzeitfahren

2013
- Ungarischer Meister – Einzelzeitfahren

2014
- Ungarischer Meister – Einzelzeitfahren

### Cyclocross
2014
- Ungarischer Meister

2015
- Ungarischer Meister